# Gare de Nerima-Takanodai
La gare de Nerima-Takanodai (練馬高野台駅, Nerima-Takanodai-eki) est une gare ferroviaire de l'arrondissement de Nerima, à Tokyo au Japon. Elle est exploitée par la compagnie Seibu.

## Situation ferroviaire
La gare de Nerima-Takanodai est située au point kilométrique (PK) 9,5 de la ligne Seibu Ikebukuro.

## Historique
La gare a été inaugurée le 7 décembre 1994.

## Service des voyageurs

### Accueil
La gare est située sous les voies qui sont surélevées. Elle est ouverte tous les jours. 

### Desserte
- Ligne Seibu Ikebukuro :
  - voie 1 : direction Tokorozawa et Hannō
  - voie 2 : direction Nerima (interconnexion avec la ligne Seibu Yūrakuchō pour Kotake-Mukaihara, Shibuya ou Shin-Kiba) et Ikebukuro